# BGF리테일
BGF리테일(비지에프리테일, BGF Retail)은 국내 최대 편의점 프랜차이즈 'CU'를 운영하는 대한민국의 대기업이다. 점포수, 영업이익 기준 대한민국 1위 편의점 자리를 지키고 있다. 본사는 서울특별시 강남구 테헤란로 405(삼성동)에 위치에 있으며 현재 18,000여개의 국내 점포와 800여개의 해외 점포를 통해 다양한 상품과 서비스를 제공하고 있다.

## 연혁
- 1989년 보광 CVS사업부 발족
- 1994년 12월 보광훼미리마트 법인 설립
- 2004년 개성공단점 개점
- 2011년 국내 최초 6000호점 달성
- 2012년 6월 BGF리테일로 사명 변경
- 2012년 8월 체인형 편의점 CU 브랜드 런칭
- 2012년 12월 편의점 업계 최초 CCM인증
- 2013년 3월 '브랜드 파워 편의점 부문 1위'8년 연속 수상
- 2014년 1월 '대한민국 퍼스트 브랜드 대상' 11년 연속 수상
- 2014년 5월 KOSPI 상장
- 2014년 7월 '한국산업의 서비스품질지수(KSQI)' 3년 연속 수상
- 2015년 국내 최초 9,000호점 달성
- 2016년 2월 보광 골프장 휘닉스스프링스 (보광이천) 인수
- 2016년 6월 국내 최초 10,000호점 달성
- 2016년 12월 보광 지분 전량 매각으로 보광그룹에서 분리
- 2017년 2월 국내 최초 11,000호점 달성
- 2017년 11월 기업 분할로 신규 설립 (지주회사명 : BGF, 사업회사명 : BGF리테일)
- 2022년 11월 국내 최초 15,000호점 달성
- 2023년 2월 국내 최초 17,000호점 달성
- 2023년 11월 글로벌 500호점 달성
- 2023년 대한민국 대기업 신규 지정 (공정거래위원회 자산 5조원 이상 ‘대기업집단(공시대상기업집단)’에 신규 지정)